# 天水町小天
天水町小天（てんすいまちおあま）は、熊本県玉名市の大字。旧肥後国玉名郡小天村、玉名郡天水村大字小天、玉名郡天水町大字小天。郵便番号は861-5401。人口は2,889人、世帯数は1,005世帯（2020年10月1日現在）。

## 地理
玉名市南西部にある旧天水町の中心地であり、天水町時代は当地に町役場が置かれた。玉名平野の南東端にあり、南東では金峰山系の山々が連なる。また、唐人川の河口の左岸に位置し、北で天水町尾田・天水町立花、北東で玉東町原倉、東で河内町大多尾、南側で熊本市西区河内町野出・河内町白浜、西側で唐人川を挟み横島町横島及び横島町共栄と接している。
当地には八久保、本村上、本村中、本村下、港、石橋、横内、北横内上、北横内下、大平、丸尾、受免、上有所（かみうそ）、下有所（しもうそ）、赤仁田、出口などといった集落がある。
現在の耕地の大半は江戸時代に干拓され開発されたものだが、山麓には貝塚があるなど、かつては山麓付近まで海岸線であった事がうかがえる。

### 河川
- 唐人川

- 本村川

### 山岳
- 実山（げんやま）

- 焼山

## 歴史
旧河内町地域と並び、当地は蜜柑の生産が豊富であり、往時は唐人川の河口付近にある呑崎港から運搬されていた。

### 中世
小天という地名南北朝時代頃から見える地名であった。古くは「うあま」と称しており、戦国時代には「小海子」とも書いた。戦国時代には当地の近隣を本拠としていた山上三名字衆の一つである田尻氏の支配下に置かれており、当地にある実山（げんやま）にあった小天城は田尻氏代々の居城だとされている。また戦国時代と推定される頃には田尻駿河守が当地を支配しており、「小海子駿河守」として当地を支配下に置いていた事を示している。

### 近世
『肥後国誌』によると、当地には有所村や赤仁田村といった小村が見える。明和元年あるいは安永ごろに小天温泉が開かれた。

### 近代
1877年（明治10年）の西南戦争では、反政府軍である薩摩軍が当地にて屯営したほか、田原線防衛陣であった熊本隊長第7番小隊らが大多尾村を本陣として当地内に前哨本部を置くなどしていた。1914年（大正3年）8月には有明海沿岸にて高潮が発生し、8月22日以降、満潮時において大規模な高潮が発生し、四尺程度の堤防を超える波が押し寄せた。8月23日午前10時ごろ、河内村字白浜を襲った激浪が当地付近まで接近し、住民らによる水防によって翌日24日は事なきを得たが、さらに翌日25日には暴風雨に煽られた激浪が周囲の堤防をことごとく破壊し、再び四尺程度の堤防を超える波が押し寄せる事となった。
1957年（昭和32年）には7月25日午後から7月26日未明にかけて県北部を中心に襲った大雨により、当時の熊本市西部や天水村を含む金峰山で山津波が発生し、当地でも26日午前2時ごろに本村川から轟音とともに山津波が流下し、沿岸の上有所地区や本村地区に甚大な被害を与えた。この山津波によって多数の家屋や田畑などが流出・倒壊し、天水村全体においても死者53名を出す惨事となった。
2020年（令和2年）には当地内の小天東地区に位置していた小天東小学校が小天小学校と統合し廃校となった。

### 沿革
- 1954年（昭和29年）4月1日 - 天水村の大字となる。
- 1960年（昭和35年）4月1日 - 天水村の町制施行により所属が天水町となる。
- 2005年（平成17年）10月3日 - 天水町が玉名市と合併したことに伴い、天水町小天となる。

## 小説『草枕』との関わり

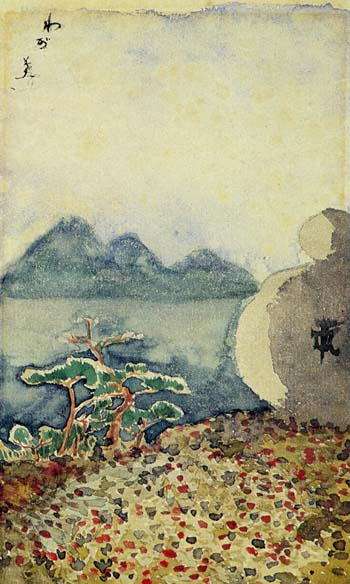
漱石自身による、小天温泉からの前田家墓所の眺めを描いた『わが墓』

当地は夏目漱石の小説である草枕のモデルとなった地であり、現在までにおいても草枕を利用した観光産業が行われており1997年（平成9年）には草枕温泉てんすいがオープンした他、草枕に関連したその他多くの施設が開業した。

## 人口と世帯数
2020年（令和2年）10月1日現在の世帯数と人口は以下の通りである。
| 町丁       | 世帯数    | 人口    |
| ---------- | --------- | ------- |
| 天水町小天 | 1,005世帯 | 2,889人 |

### 人口の変遷
| 統計年             | 統計年 | 人口  | 人口 |
| ------------------ | ------ | ----- | ---- |
| 1995年（平成7年）  | [ 9 ]  | 3,927 |      |
| 2000年（平成12年） | [ 10 ] | 3,833 |      |
| 2005年（平成17年） | [ 11 ] | 3,666 |      |
| 2010年（平成22年） | [ 12 ] | 3,454 |      |
| 2015年（平成27年） | [ 13 ] | 3,220 |      |
| 2020年（令和2年）  | [ 1 ]  | 2,889 |      |

## 小・中学校の学区
市立小・中学校に通う場合、学区は以下の通りとなる。
| 町丁 | 小学校             | 中学校             |
| ---- | ------------------ | ------------------ |
| 全域 | 玉名市立小天小学校 | 玉名市立天水中学校 |

## 交通

### 道路

#### 国道
- 国道501号

#### 県道
- 熊本県道1号熊本玉名線
- 熊本県道327号大浜小天線
- 熊本県道332号小天下硯川線

#### その他の道路
- 熊本広域農道

### 鉄道
当地を鉄道路線は通っていない。鉄道を利用する場合の最寄り駅はJR九州鹿児島本線木葉駅もしくは同路線の肥後伊倉駅となる。

### バス
- 九州産交バス
  - 桜町バスターミナル→西区役所～河内農協前→天水支所

## 施設

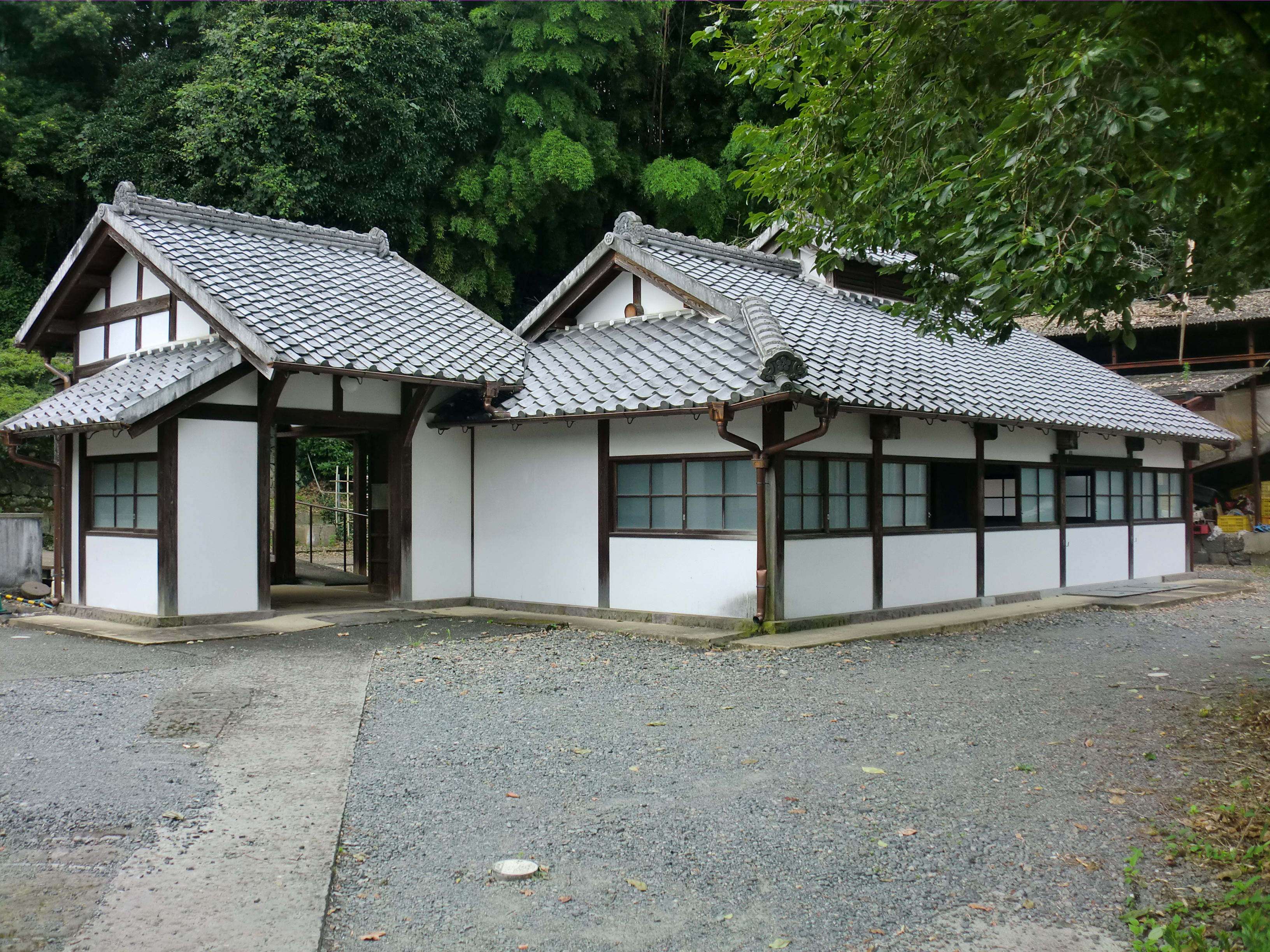
前田家別邸

- 草枕温泉てんすい

- 小天東簡易郵便局

- 玉名市立小天小学校

- 玉名市立天水中学校

- 前田家別邸

- 下有所観音

- 小天神社（小天天子宮）

- 草枕交流館

## 文化財
一覧は指定文化財一覧に依る。

### 市指定
- 小天天子宮火の神祭り - 重要無形民俗文化財。

- 野尻家のナツミカン - 天然記念物。

- 野尻家住宅主屋 - 登録有形文化財(建造物)。

- 野尻家住宅門及び塀 - 登録有形文化財(建造物)。

## 祭事

### 小天天子宮の火渡り神事
この祭事が執り行われる小天神社は713年（和銅6年）に肥後国に下向していた肥後国司道君首名によって造立されたと伝えられている。下向した当時は肥後国や筑後国では疫病が流行っており、国司道君首名が当地内の上有所集落にて忌屋を造り祈願したことにより疫病は治まったが、本当に治まっているかを知るために、火渡りを3度行いやけどを負わなかったという故事からこの神事は執り行われている
。
毎年10月上旬の土曜日に小天神社（天子宮）にて行われ、およそ1300年もの歴史がある。神事の当日夜には境内の中心で焚き火が置かれ、氏子衆が拝殿に駆け上がり、当番地区の住民が拝殿を守る。拝殿の中では中学生による神楽が舞われ、その中のうちの二名が抽選によって選ばれ神事に参加する。
神事はその二名が烏帽子姿でたき火の炭の上を火の粉をまき散らしながら素足で走り抜けるといったものであり、当番地区の役員らは提灯を持ち、氏子衆らは進軍ラッパを吹くなどして神事を囃し立てる。

## 著名な出身者
- 前田案山子 - 当地出身であるほか、当地に別邸を建てた。
- 金森通倫

## 天水町小天を舞台にした作品
- 草枕[注釈 2]